# Hillsboro (Iowa)
Pour les articles homonymes, voir Hillsboro.
Hillsboro est une ville du comté de Henry , en Iowa, aux États-Unis. Elle est incorporée le 19 juillet 1916. Elle s'appelle initialement Washington mais est rebaptisée du fait qu'il existe déjà une ville du même nom.

## Source de la traduction
- (en) Cet article est partiellement ou en totalité issu de l’article de Wikipédia en anglais intitulé « Hillsboro, Iowa » (voir la liste des auteurs).